# Soyuz 20
Soyuz 20 foi uma nave espacial não-tripulada lançada pela União Soviética, como um teste de longa duração do veículo de transporte que acoplou na estação espacial Salyut 4. Ela foi recuperada em 16 de fevereiro de 1976 às 2:24 GMT.
A nave realizou uma série de testes nas melhoras dos sistemas internos da nave em várias condições de voo e também carregava uma carga biológica: organismos vivos foram expostos a três meses no espaço.

## Parâmetros da Missão
- Massa: 6570 kg
- Perigeu: 177 km
- Apogeu: 251 km
- Inclinação: 51.6°
- Período: 89.1 minutos